# Джеймс, Джеймел
Джеймел Э Джеймс (англ. Jamal A James; род. 27 июля 1988, Миннеаполис, Миннесота, США) — американский боксёр-профессионал выступающий в полусредней весовой категории.
Среди профессионалов бывший регулярный чемпиона мира по версии WBA (2021), и временный чемпион мира по версии WBA (2020—2021) в полусреднем весе.

## Биография
Джеймел Э Джеймс родился 27 июля 1988 года в городе Миннеаполис штата Миннесота, в США.

## Любительская карьера
С 2005 по 2009 годы выступал на любительском уровне, проведя более 41 боя. В любителях представлял боксёрский клуб Circle of Discipline из Миннеаполиса. В 2009 году, в последний год своей любительской карьеры, он занял второе место в двух национальных турнирах: «Золотые перчатки» и Полицейская атлетическая лига (PAL).

## Профессиональная карьера
22 мая 2010 года состоялся его дебют в профессиональном боксе, где он начал выступать в полусреднем весе, и в первом своём профессиональном бою победил техническим нокаутом в 3-м раунде опытного соотечественника Джастина Дэнфорта (6-15).

#### Чемпионский бой с Томасом Дюлорме
8 августа 2020 года в конкурентном бою победил единогласным решением судей (счёт: 117—111, 115—113, 116—112) опытного пуэрториканца Томаса Дюлорме (25-3-1) и завоевал временный титул чемпиона мира по версии WBA в полусреднем весе.
4 февраля 2021 года стало известно, что Всемирная боксёрская ассоциация перевела Джеймса из временного в регулярные чемпионы, и обязала дать незамедлительный бой экс-претенденту на этот титул россиянину Раджабу Бутаеву (13-0, 10 КО).

## Статистика профессиональных боёв
В таблице перечислены результаты всех поединков боксёров.
В каждой строке указан результат поединка. Дополнительно номер поединка обозначен цветом, который обозначает итог поединка. Расшифровка обозначений и цветов представлена в нижеследующей таблице.
| Пример | Расшифровка                     |
| ------ | ------------------------------- |
|        | Победа                          |
|        | Ничья                           |
|        | Поражение                       |
|        | Планируемый поединок            |
|        | Поединок признан несостоявшимся |
| КО     | Нокаут                          |
| ТКО    | Технический нокаут              |
| PTS    | Решение судей (по очкам)        |
| UD     | Единогласное решение судей      |
| MD     | Решение большинства судей       |
| SD     | Раздельное решение судей        |
| RTD    | Отказ от продолжения боя        |
| DQ     | Дисквалификация                 |
| NC     | Поединок признан несостоявшимся |

| 29 поединков, 27 побед (12 нокаутом), 2 поражения. | 29 поединков, 27 побед (12 нокаутом), 2 поражения. | 29 поединков, 27 побед (12 нокаутом), 2 поражения. | 29 поединков, 27 побед (12 нокаутом), 2 поражения. | 29 поединков, 27 побед (12 нокаутом), 2 поражения. | 29 поединков, 27 побед (12 нокаутом), 2 поражения. | 29 поединков, 27 побед (12 нокаутом), 2 поражения.                                                              |
| Бой                                                | Рекорд                                             | Дата боя                                           | Соперник                                           | Место проведения боя                               | Раундов, время                                     | Дополнительно                                                                                                   |
| -------------------------------------------------- | -------------------------------------------------- | -------------------------------------------------- | -------------------------------------------------- | -------------------------------------------------- | -------------------------------------------------- | --- |
| 29                                                 | 27-2                                               | 30 октября 2021                                    | Раджаб Бутаев (13-0)                               | Мандалай-Бэй, Лас-Вегас, Невада, США               | TKO 9 (12), 2:12                                   | Потерял титул регулярного чемпиона мира по версии WBA (1-я защита Джеймса) в полусреднем весе.                  |
| 28                                                 | 27-1                                               | 8 августа 2020                                     | Томас Дюлорме (25-3-1)                             | Microsoft Theater, Лос-Анджелес, Калифорния, США   | UD 12 (12)                                         | Счёт судей: 117-111, 116-112, 115-113. Завоевал временный титул чемпиона мира по версии WBA в полусреднем весе. |
| 27                                                 | 26-1                                               | 13 июля 2019                                       | Антонио Демарко (33-7-1)                           | Minneapolis Armory, Миннеаполис, Миннесота, США    | UD 10 (10)                                         | Счёт судей: 98-92 (трижды).                                                                                     |
| 26                                                 | 25-1                                               | 23 февраля 2019                                    | Янер Гонсалес (19-1-1)                             | Minneapolis Armory, Миннеаполис, Миннесота, США    | RTD 6 (10), 3:00                                   | Гонсалес в нокдауне в 6-м раунде.                                                                               |